# 제주특별자치도의회
제주특별자치도의회는 대한민국 제주특별자치도에 제출된 의견이나 법안을 처리하기 위해 설치된 의회이다.

## 조직

### 의장단
- 의장
- 부의장 2명

### 위원회
상임위원회
- 의회운영위원회
- 행정자치위원회
- 보건복지안전위원회
- 환경도시위원회
- 문화관광스포츠위원회
- 농수축경제위원회
- 교육위원회

특별위원회
- 예산결산특별위원회
- 윤리특별위원회

### 사무기구
사무처
- 총무담당관실[2]
- 의사담당관실[2]
- 입법정책관실[2]
- 전문위원

## 역대 제주특별자치도의회의원 선거 결과

### 제1대 제주도의회
1952년 5월 10일에 실시된 1952년 대한민국 지방 선거를 통해 20명의 제1대 제주도의원이 선출되었다. 
| 정당 | 정당               | 합계 |
| ---- | ------------------ | ---- |
|      | 자유당             | 7    |
|      | 대한청년단         | 4    |
|      | 대한독립촉성국민회 | 3    |
|      | 무소속             | 6    |

### 제2대 제주도의회
1956년 8월 13일에 실시된 1956년 대한민국 지방 선거를 통해 15명의 제2대 제주도의원이 선출되었다.
| 정당 | 정당   | 합계 |
| ---- | ------ | ---- |
|      | 자유당 | 15   |

### 제3대 제주도의회
1960년 12월 12일에 실시된 1960년 대한민국 지방 선거를 통해 18명의 제3대 제주도의원이 선출되었다.
| 정당 | 정당   | 합계 |
| ---- | ------ | ---- |
|      | 민주당 | 3    |
|      | 신민당 | 1    |
|      | 무소속 | 14   |

### 제4대 제주도의회
1991년 6월 20일에 실시된 1991년 대한민국 지방 선거를 통해 17명의 제4대 제주도의원이 선출되었다.
| 정당 | 정당       | 합계 |
| ---- | ---------- | ---- |
|      | 민주자유당 | 8    |
|      | 무소속     | 9    |

### 제5대 제주도의회
1995년 6월 27일에 실시된 제1회 전국동시지방선거를 통해 20명의 제5대 제주도의원이 선출되었다. 본 선거를 통해 지역구 의원 17명과 비례대표 의원 3명이 선출되었다.
| 정당 | 정당       | 지역구 | 비례대표 | 합계 |
| ---- | ---------- | ------ | -------- | ---- |
|      | 민주자유당 | 7      | 2        | 9    |
|      | 민주당     | 2      | 1        | 3    |
|      | 무소속     | 8      | -        | 8    |

|  | 34.2% |

|  | 10.5% |

|  | 55.3% |

### 제6대 제주도의회
1998년 6월 4일에 실시된 제2회 전국동시지방선거를 통해 17명의 제6대 제주도의원이 선출되었다. 본 선거를 통해 지역구 의원 14명과 비례대표 의원 3명이 선출되었다.
| 정당 | 정당           | 지역구 | 비례대표 | 합계 |
| ---- | -------------- | ------ | -------- | ---- |
|      | 새정치국민회의 | 8      | 2        | 10   |
|      | 한나라당       | 3      | 1        | 4    |
|      | 무소속         | 3      | -        | 3    |

|  | 20.6% |

|  | 38.3% |

|  | 3.8% |

|  | 1.1% |

|  | 36.1% |

### 제7대 제주도의회
2002년 6월 13일에 실시된 제3회 전국동시지방선거를 통해 19명의 제7대 제주도의원이 선출되었다. 본 선거를 통해 지역구 의원 16명과 비례대표 의원 3명이 선출되었다.
| 정당 | 정당         | 지역구 | 비례대표 | 합계 |
| ---- | ------------ | ------ | -------- | ---- |
|      | 한나라당     | 9      | 2        | 11   |
|      | 새천년민주당 | 5      | 1        | 6    |
|      | 무소속       | 2      | -        | 2    |

|  | 47.50% |

|  | 39.28% |

|  | 10.60% |

|  | 2.60% |

### 제8대 제주도의회
2006년 5월 31일에 실시된 제4회 전국동시지방선거를 통해 36명의 제대 의원이 선출되었다. 본 선거를 통해 지역구 의원 29명과 비례대표 의원 7명이 선출되었다.
| 정당 | 정당       | 지역구 | 비례대표 | 합계 |
| ---- | ---------- | ------ | -------- | ---- |
|      | 한나라당   | 19     | 3        | 22   |
|      | 열린우리당 | 7      | 2        | 9    |
|      | 민주노동당 | 1      | 1        | 2    |
|      | 민주당     | 0      | 1        | 1    |
|      | 무소속     | 2      | -        | 2    |

|  | 45.29% |

|  | 26.60% |

|  | 20.05% |

|  | 8.04% |

### 제9대 제주특별자치도의회
2010년 6월 2일에 실시된 제5회 전국동시지방선거를 통해 41명의 제9대 제주특별자치도의원이 선출되었다. 본 선거를 통해 지역구 의원 29명과 비례대표 의원 7명, 교육의원 5명이 선출되었다.
| 정당 | 정당       | 지역구 | 비례대표 | 합계 |
| ---- | ---------- | ------ | -------- | ---- |
|      | 민주당     | 16     | 2        | 18   |
|      | 한나라당   | 9      | 3        | 12   |
|      | 민주노동당 | 1      | 1        | 2    |
|      | 국민참여당 | 0      | 1        | 1    |
|      | 무소속     | 3      | -        | 3    |
|      | 교육의원   | -      | -        | 5    |

|  | 36.13% |

|  | 35.79% |

|  | 11.15% |

|  | 9.90% |

|  | 3.58% |

|  | 2.05% |

|  | 1.35% |

### 제10대 제주특별자치도의회
2014년 6월 4일에 실시된 제6회 전국동시지방선거를 통해 41명의 제10대 제주특별자치도의원이 선출되었다. 본 선거를 통해 지역구 의원 29명과 비례대표 의원 7명, 교육의원 5명이 선출되었다.
| 정당 | 정당           | 지역구 | 비례대표 | 합계 |
| ---- | -------------- | ------ | -------- | ---- |
|      | 새누리당       | 13     | 4        | 17   |
|      | 새정치민주연합 | 13     | 3        | 16   |
|      | 무소속         | 3      | -        | 3    |
|      | 교육의원       | -      | -        | 5    |

|  | 48.69% |

|  | 37.82% |

|  | 6.10% |

|  | 4.30% |

|  | 1.65% |

|  | 1.41% |

### 제11대 제주특별자치도의회
2018년 6월 13일에 실시된 제7회 전국동시지방선거를 통해 43명의 제11대 제주특별자치도의원이 선출되었다. 본 선거를 통해 지역구 의원 31명과 비례대표 의원 7명, 교육의원 5명이 선출되었다.
| 정당 | 정당         | 지역구 | 비례대표 | 합계 |
| ---- | ------------ | ------ | -------- | ---- |
|      | 더불어민주당 | 25     | 4        | 29   |
|      | 자유한국당   | 1      | 1        | 2    |
|      | 바른미래당   | 1      | 1        | 2    |
|      | 정의당       | 0      | 1        | 1    |
|      | 무소속       | 4      | -        | 4    |
|      | 교육의원     | -      | -        | 5    |

|  | 54.25% |

|  | 18.07% |

|  | 11.87% |

|  | 7.47% |

|  | 4.87% |

|  | 1.83% |

|  | 1.60% |

### 제12대 제주특별자치도의회
2022년 6월 1일에 실시된 제8회 전국동시지방선거를 통해 45명의 제12대 제주특별자치도의원이 선출되었다. 본 선거를 통해 지역구 의원 32명과 비례대표 의원 8명, 교육의원 5명이 선출되었다.
| 정당 | 정당         | 지역구 | 비례대표 | 합계 |
| ---- | ------------ | ------ | -------- | ---- |
|      | 더불어민주당 | 23     | 4        | 27   |
|      | 국민의힘     | 8      | 4        | 12   |
|      | 무소속       | 1      | -        | 1    |
|      | 교육의원     | -      | -        | 5    |

|  | 45.25% |

|  | 44.24% |

|  | 6.11% |

|  | 2.83% |

|  | 1.16% |

|  | 0.39% |

## 정당별 의석 수
| ↓            |          |        |          |  |
| 27           | 5        | 1      | 12       |  |
| 더불어민주당 | 교육의원 | 무소속 | 국민의힘 |  |

### 교섭단체
제주특별자치도의회는 4석 이상을 확보한 정당, 또는 교섭단체에 속하지 않은 4명의 의원이 교섭단체를 구성할 수 있다.

## 같이 보기
- 제주특별자치도의회의원 목록
- 제주특별자치도청